# Хоєнцин-Шум
Хоєнцин-Шум (пол. Chojęcin-Szum) — село в Польщі, у гміні Бралін Кемпінського повіту Великопольського воєводства.
У 1975-1998 роках село належало до Каліського воєводства.